# Castaños
Castaños – miasto w Meksyku, w stanie Coahuila.